# Лазар Комарчич
Лазар Комарчич (на сръбски: Лазар Комарчић) е сръбски журналист публицист и писател на произведения в жанра драма, криминален роман и научна фантастика. Пише и под псевдонимите Дегил и Алгол.

## Биография и творчество
Лазар Комарчич е роден на 21 януари 1839 г. в малкото село Кръняца, край Плевля, Османска империя (сега в Сърбия), в семейството на Миленко и Спасения Комарица. След като чичо му Лазар е убит от турците, баща му решава да им отмъсти, за което е заловен и затворен в Плевля. Той бяга от там и заедно със семейството си се мести във Валево променяйки фамилното си име на Комарчич. Там Лазар ходи на училище, но скоро родителите му умират от заразна болест. С помощта на местния свещеник намира работа при шивач като калфа и продължава да учи. След завършване на основното училище се премества в Белград. Там също работи успешно като шивач и едновременно учи в гимназията „Grandes écoles“ (Великата школа, сега Белградски университет).
Определящ момент в живота му е турската бомбардировка над Белград през 1862 г. предизвикана от инцидента при фонтана Чукур предизвикал бунт в града, към който той се присъединява. При бомбардировката близо до него избухва снаряд и той губи три пръста на дясната си ръка. Конфликтът води до намесата на европейските сили и напускане на Белград от турците.
След получаването на тази рана повече не може да шие и решава да преподава. През 1867 г. успешно издържа изпита за учител. Известно време работи като учител в село Липе край Смедерево. Там се жени.
През 1871 г. напуска работата си, за да помогне на овдовялата си сестра: тя иска помощ за управлението на кафене в село Черна Бара, останало от покойния ѝ съпруг. Той прекарва четири години в село Черна-Бара, общувайки с посетителите на кафенето, а впечатляващите истории, които му разказват, го подтикват да се насочи към журналистиката.
Започва да сътрудничи и да пише статии за социалистическия вестник „Srbija oko“, а след това във вестниците „Будучност“, „Изток“, „Нови завет“ и „Видело“. През 1875 г. създава собствен вестник „Zbor“ в Крагуевац, в който изразява своите политически възгледи, които тогава са под влиянието на социалистическия политик Светозар Маркович. Вестникът не е успешен и той губи всичките си спестявания. Въпреки че е инвалид, Комарчич участва като доброволец военен кореспондент и в двете сръбско-турски войни през 1876 г. и през 1878 г.
През 1880 г. се премества в Белград, където работи като коректор в Държавната печатница. В периода 1882 – 1896 г. е редактор на вестник „Видел“ на управляващата Прогресивна партия. Променя политическата си принадлежност и става правителствен журналист, който във встъпителните си статии критикува опозицията и възхвалява династията и особено крал Милан Обренович. В периода 1895 – 1897 г. е председател на сръбската журналистическа организация.
Първият му роман „Драгоценна огърлица“ е издаден през 1880 г. Следват романите „Два завета“ (1893), „Един унищожен ум“ (1893), „Една угаснала звезда“ (1902), „Просяци“ (1905), „Мъченици за свобода“ (1907), както и сборникът с разкази „Разкази от Лазар Комарчич“. Романите му „Драгоценна огърлица“, „Два завета“ и „Просяци“ имат криминален сюжет и са сред първите по рода си на сръбски език. Романът му „Един унищожен ум“ е удостоен с награда от Сръбската кралска академия.
Романът му „Една угаснала звезда“ се счита за първия сръбски научнофантастичен роман, макар да има и характеристиките на романтичната и реалистична литература. Заедно с драмата на Драгутин Илич „След един милион години“ (1889) е в основата на съвременната сръбска научна фантастика.
През 1903 г. се опитва да издаде списание „Две светлини“ на модната тогава тема за спиритизма, но излизат само два броя.
Лазар Комарчич умира на 22 януари 1909 г. в Белград, Кралство Сърбия.
Комарчич е най-четеният автор в Сърбия в края на XIX и началото на ХХ век. По това време обаче научнофантастичните и криминални романи, които той пише, не се считат за значима литература и с течение на времето творчеството му е почти напълно забравено. Интересът към литературното му наследство се възражда през 1970-те години. През 1981 г. в Белград е основано Обществото на любителите на фантастиката „Лазар Комарчич“, което от 1984 г. присъжда годишната литературна награда „Лазар Комарчич“.

## Произведения

### Самостоятелни романи
- Драгоцена огрлица (1880)
- Два аманета (1893)
- Један разорени ум (1893)
- Мој кочијаш : слике 1883 године (1887)
- Једна угашена звезда (1902)
- Просиоци (1905)
- Мученици за слободу (1907)

### Сборници
- Приповетке Лазе Комарчића (1894) – съдържа: Записник једног покојника; Последње збогом; Шах-мат!

### Документалистика
- Pretci i potomci: istorijske slike iz postanja danasnje Srbije (1905)